# 大谷馬十 (3代目)
三代目 大谷馬十（さんだいめ おおたに ばじゅう、1842年（天保13年）5月 - 1907年（明治40年）11月14日）は幕末から明治にかけての歌舞伎役者。屋号は明石屋。定紋は丸に十の字。

## 概要
江戸日本橋蛎殻町の商家に生まれる。父の芝居好きの影響を受けて幼くして歌舞伎の世界に親しむ。
弘化4年（1847年）、大坂に出て四代目大谷友右衛門の門下に入り、三代目大谷門蔵を襲名。その後、活躍が認められて先人の四代目坂東彦三郎の引立てを受け、嘉永6年（1853年）に二代目大谷門三を襲名。以後江戸の舞台で活躍する。
明治以降も舞台活動を続け、当時最新の設備を備えた新富座にも出演する。明治22年（1889年）、三代目大谷馬十を襲名。以後、新富座、歌舞伎座の大劇場や真砂座などの小芝居に出演、幅広い活動を続ける。明治40年（1907年）7月、新富座『熱血』の山本夫人綾子が最後の舞台で。同年11月心臓病で死去。実子に新派の河合武雄がいる。
老巧な脇役として老役から敵役などを得意とした。四角い顔で科白をまわすと顔が真っ赤になることから「茹蛸」（ゆでだこ）の異名を取った人気者だった。